# Musée de la Musique (Ouagadougou)
Le musée de la Musique, officiellement de la Musique "Georges-Ouédraogo", est un établissement culturel situé à Ouagadougou, au Burkina Faso. Fondé en 1999, il expose des instruments de musique traditionnelle.

## Situation et bâtiment
Le bâtiment de deux étages, situé au centre de Ouagadougou, près de l'école Phillipe Zinda Kabore, fut rénové pour l'occasion. Possédant un toit en forme de dôme, il relève du style architectural du Soudan. Construit en bois et en briques, il est rénové entre 2007 et 2013. 

## Collection
La première collection est rassemblée entre 1998 et 1999 (les objets sont collectés à partir de 1993), des pièces plus récentes complètent la collection. Chaque instrument exposé et l'unique de son type, l'exposition montre des instruments à vent, à membrane, à cordes ainsi que des idiophones : tambour, balafon, yabara, flûte, harpe-luth, et d'autres. Les objets ont entre cinq et deux-cents ans. Les instruments exposés sont accompagnés de photographies les montrant dans leur contexte culturel. D'après l'Office national du tourisme burkinabé, la visite se centre sur « leur rôle dans la communication villageoise et leur importance dans les traditions des différentes ethnies ». La visite, guidée, se termine par la projection d'un film documentaire sur l'histoire de la musique africaine. La collection compte environ trois cents objets. En 2020, des musiciens Bwaba jouent de ces instruments à l'occasion d'une exposition. En 2021 sont mises en place des expositions virtuelles. 